# Bembidion occultum
Bembidion occultum är en skalbaggsart som beskrevs av Thomas Casey. Bembidion occultum ingår i släktet Bembidion och familjen jordlöpare. Inga underarter finns listade i Catalogue of Life.